# Jozef Linnig
Jozef Linnig neboli Jan Theodoor Jozef Linnig (15. května 1815, Antverpy – 12. listopadu 1891, Antverpy) byl belgický malíř a rytec. Je známý svými kresbami starých čtvrtí Antverp a je považován za jejich topografa. Je také spoluautorem knihy o nizozemských a belgických rytcích z 19. století.

## Životopis
Jozef Linnig se narodil v Antverpách jako syn Pietera-Josefa Linniga, který se narodil v Aschbachu v Porýní-Falc v Německu a Cathariny Josephiny Leys. Jeho otec byl truhlář. Jeho dva mladší bratři Willem a Egide byli malíři i rytci. Jeho dva synovci Willem a Ben Linning se také věnovali umění jako malíři či rytci nebo historici umění.

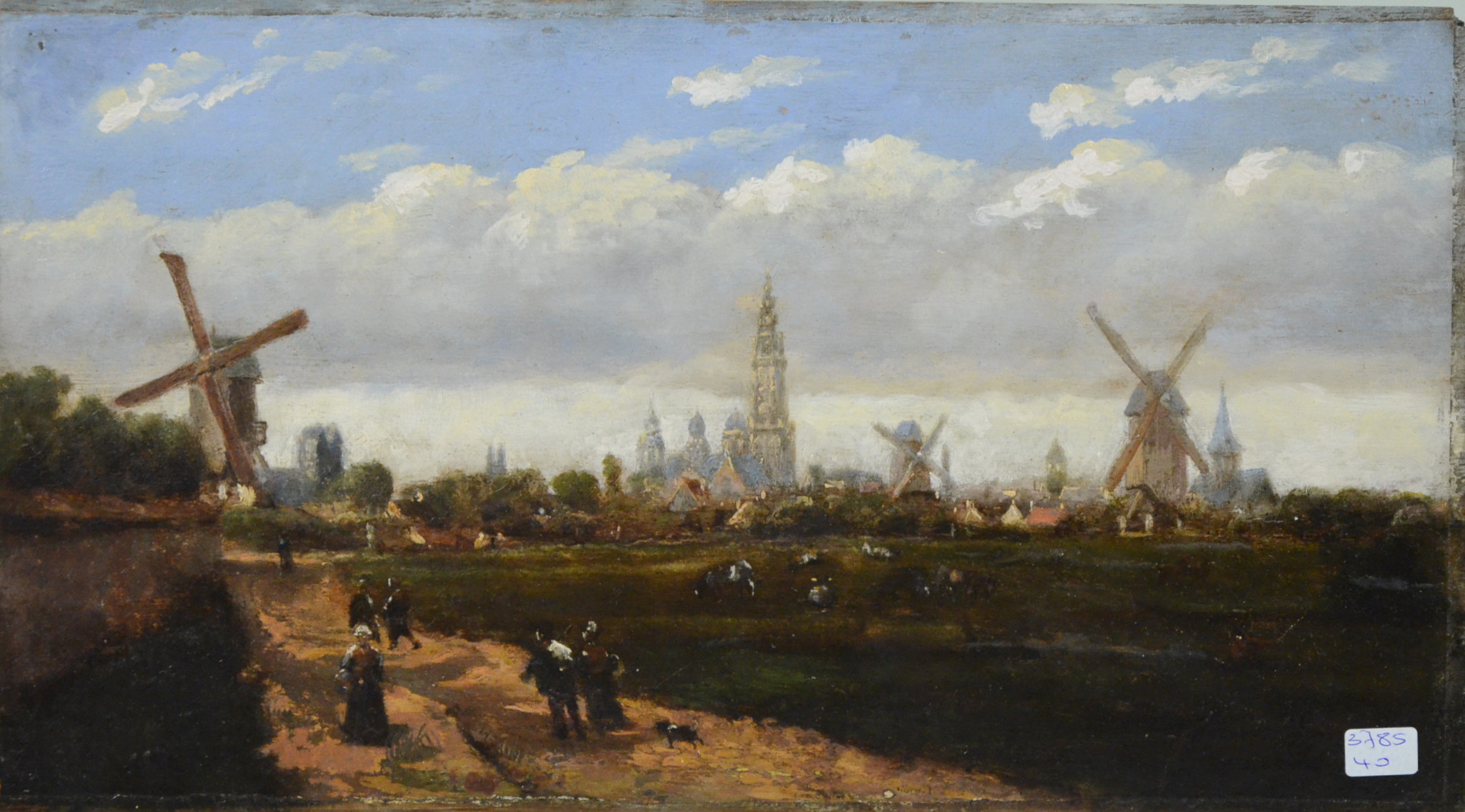
Holandská krajina

Malovat se učil na Royal Academy of Fine Arts (Akademii výtvarných umění) v Antverpách, kde ho Erin Corr učila rytectví a Jan Baptiste de Jonghe malbě.
Jozef Linnig vytvořil mnoho kreseb a leptů starých čtvrtí a historických památek Antverp. V roce 1868 vydal v Antverpách knihu „Historisch album der stad Antwerpen: verzameling van gezichten en gedenkteekens van vroegere tyden“ („Historické album města Antverpy: sbírka pohledů a pomníků minulosti“). Spoluautorem knihy byl Frans Hendrik Mertens a ilustrována byla lepty vytvořenými Linnigem. Dnes je to cenná pokladnice dokumentů o starých částech Antverp, které od té doby buďto zmizely nebo se změnily. Například jedna z ilustrací ukazuje monumentální vodní čerpadlo na Veemarktu, které již neexistuje.

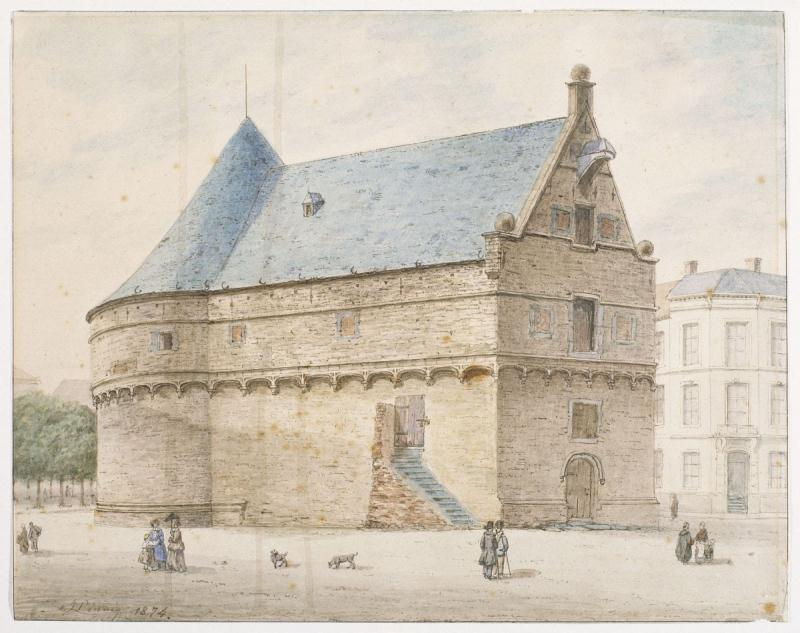
Pohled na modrou věž (Blauwe Toren)

Jozef Linnig vlastnil rozsáhlou sbírku grafického umění z Belgie a Nizozemska. Tuto sbírku použil k sestavení popisného katalogu současných holandských a belgických rytců, který byl vydán v Bruselu pod názvem „Le Peintre-Graveur hollandais et belge du XIXe siècle“ („Holandští a belgičtí malíři a rytci 19. století“, 1874-1879). Spoluautorem knihy byl Theodor Hippert. V roce 1878 věnoval Jozef Linnig svou sbírku městu Antverpy. Nyní (2020) je součástí sbírky muzea Plantin-Moretus v Antverpách.
Linnigova sbírka se může někomu zdát nepříliš působivá. V létě roku 1885 se Vincent van Gogh zeptal svého bratra Thea, zda má nějaké kontakty v Antverpách. Theo mu dal jméno Jozef Linnig, kterého znal jako obchodníka s uměním. Po příjezdu do Antverp šel Vincent k různým obchodníkům s uměním, aby zjistili, co mají v nabídce. Po návštěvě v Linnigově obchodě byl Vincent ohromen. Napsal svému bratrovi, že Linnig neměl „nic jiného než mizerné staré obrazy“ a že byl z Linniga velmi „sklíčený“.
Linnig zemřel v Antverpách 12. listopadu 1891.

## Dílo
Jozef Linnig byl malíř, rytec a krajinář a zachycoval ve svém díle obrazy krajin, měst, architekturu a topografické pohledy. Byl známý svými mnoha scénami z Antverp a okolních čtvrtí. Po celý život kreslil každý možný kout svého rodného města. Obvykle začínal kresbami tužkou, ze kterých vytvořil akvarely a nakonec lept.

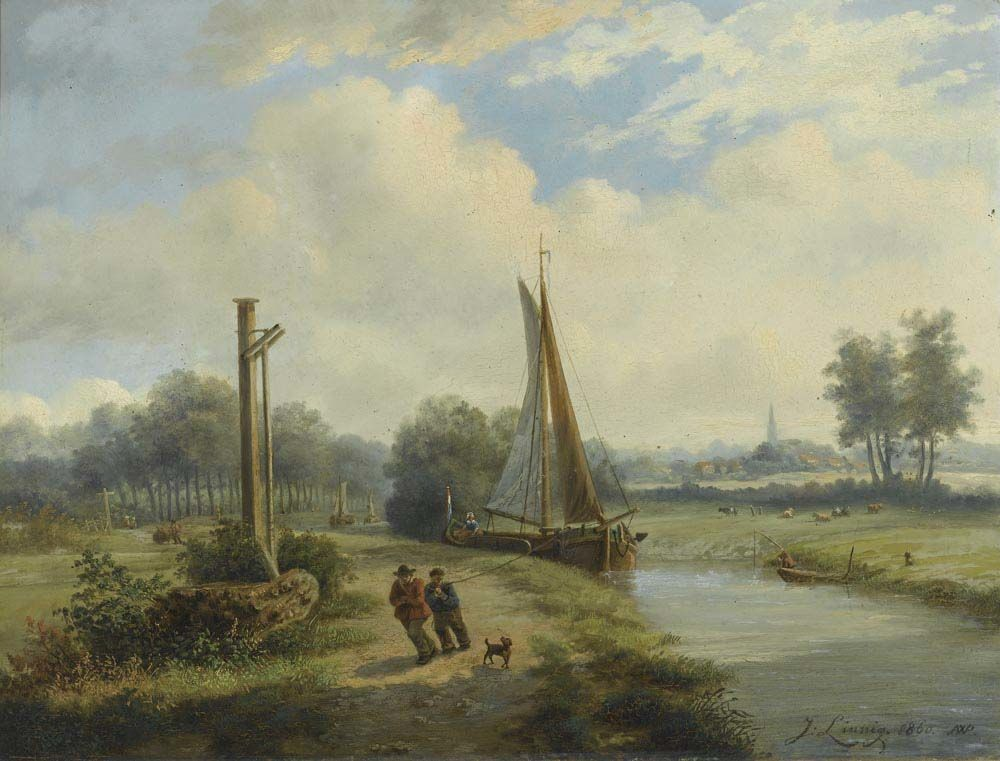
Kanál Breda
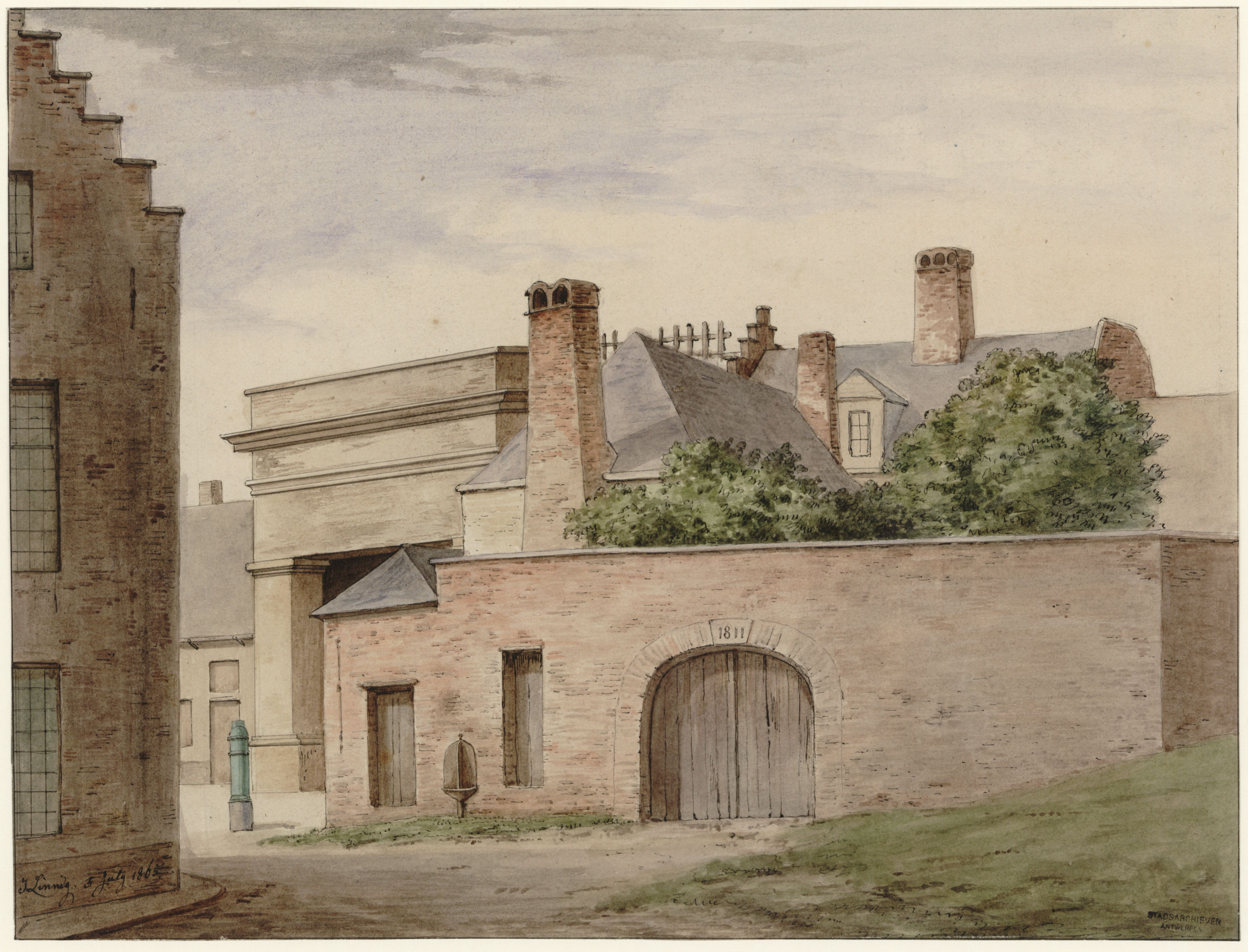
Za červenou branou